# Had-je-me-maar

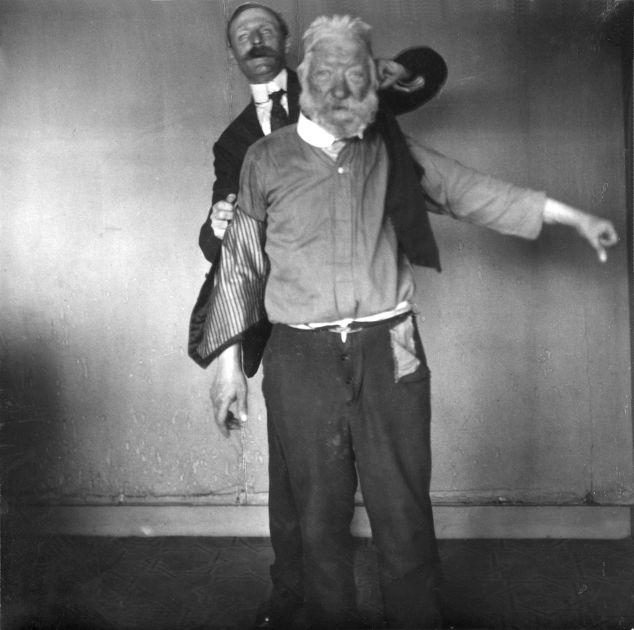
Had-je-me-maar (1921)

Had-je-me-maar (ook wel Hadt-je-me-maar  of Hadjememaar), echte naam Cornelis (Nelis) de Gelder (Amsterdam, 22 november 1856 – aldaar, 30 november 1931), was een zwerver, straatmuzikant en kandidaat-gemeenteraadslid. Hij was lijsttrekker van de Rapaille Partij die in 1921 in de gemeenteraad van Amsterdam werd verkozen.

## Levensloop
Nelis de Gelder was een zoon van Cornelis de Gelder en Johanna Zwankhuijsen. Hij trouwde in 1877, op 20-jarige leeftijd, met de 27-jarige Ludiena Johanna Meijer, die niet lang daarna overleed. In 1882 hertrouwde hij met de 23-jarige Christina Wilhelmina Veltman en na haar dood in 1889 met de 38-jarige weduwe Theodora Hollerman. Zijn beroep was, blijkens de huwelijksaktes, aanvankelijk werkman en later metselaar. In 1919 gaf hij zijn beroep op als gasfitter. Hij zou ook acrobaat zijn geweest.
Nadat De Gelder tot twee keer toe weduwnaar geworden was, kon hij de zorg voor zijn vijf kinderen niet meer aan en begon hij een leven op straat. In het begin van de twintigste eeuw werd hij een bekende verschijning in Amsterdam, waar hij meestal te vinden was op het Rembrandtplein. Daar probeerde hij met liedjes en dansjes genoeg geld bij elkaar te sprokkelen om spiritus te kopen, de goedkoopste alcoholvariant die verkrijgbaar was. In 1916 werd De Gelder ingehuurd om reclame te maken voor de revue Had-je-me-maar van Louis Davids. Hiertoe zong hij het titellied uit de voorstelling tijdens zijn straatoptredens: "Hadjememaar, met een knakie erbij. Hadjememaar, met een lokkie opzij. Hadjememaar, wat je hoort en wat je ziet. Ik wil wel met je vrijen, maar mijn centen krijg je niet." Al snel kreeg De Gelder de titel van het lied als bijnaam. Zijn lokale bekendheid was in deze periode al groot; toen De Gelder in 1919 in het ziekenhuis lag vanwege een ontwrichte knie werd dat in de media gemeld.
In 1921 werd De Gelder door de Veelbelovers, een groep anarchistische bootwerkers, gevraagd om lijsttrekker te worden van de Vrije Socialistische Groep. Door te demonstreren dat zelfs een zwerver verkozen kon worden, wilden de anarchisten, onder leiding van Erich Wichmann, ageren tegen de stemplicht en het parlementaire stelsel. Dit plan vond navolging, onder andere in Rotterdam, en de beweging raakte landelijk bekend als de Rapaille Partij. In een persconferentie op 12 maart 1921, vlak nadat hij zich officieel kandidaat stelde, maakte Had-je-me-maar de hoofdpunten van het verkiezingsprogramma bekend. Jajempies moesten vijf cent gaan kosten, brood elf cent en vet 35 cent. Afbraak van de lelijke en stinkende urinoirs in de stad en in plaats daarvan een grootschalige aanplant van bomen. Wat later maakte de partij een nieuw actiepunt openbaar: vrij vissen in het Vondelpark.
Had-je-me-maar en de tweede man op de lijst, Bertus Zuurbier, werden verkozen tot leden van de gemeenteraad. Had-je-me-maar werd echter kort voor de verkiezingen gearresteerd vanwege openbare dronkenschap en zat tijdens de verkiezingen in Veenhuizen. Hij werd veroordeeld tot een kuur in een ontwenningskliniek. In de kliniek ondertekende hij een verklaring waarin hij afstand deed van zijn zetel. Omdat de lijst maar uit twee namen bestond, werd zijn plaats nooit opgevuld. De ontwenningskuur deed Had-je-me-maar goed. Na terugkeer was hij niet meer dronken en zag hij er verzorgder uit. Hij verdiende wat geld met verschillende handeltjes en verbleef in een door de gemeente gesponsord logement, maar was nog steeds erg arm.
In 1931 werd Had-je-me-maar aangereden door een auto toen hij wilde oversteken bij het Leidse Bosje. Enkele dagen later overleed hij op 75-jarige leeftijd in het Binnengasthuis in Amsterdam.

## Politiek begrip
Na zijn dood leefde Had-je-me-maar voort als politiek begrip voor politici met weinig politieke ervaring die zich anti-establishment opstellen (hadjememaars). Met het leven van Nelis de Gelder als inspiratie schreef Jaap van de Merwe in 1984 de musical Hadjememaar, die vanaf dat jaar werd uitgevoerd door het Nooy's Volkstheater met Wim Wama in de titelrol. Politicoloog Koen Vossen promoveerde op een proefschrift getiteld 'Vrij vissen in het Vondelpark' over politieke partijen tussen de wereldoorlogen.